# Renato Júnior
Renato Júnior (født 5. juni 2002 i São Paulo) er en brasiliansk fodboldspiller, der spiller for Viborg FF.

## Karriere
Júnior kom til Viborg FF fra klubben Agua Santa. Tidligere har han fået erfaring fra Goias i den brasilianske Serie A og hos Portimonense i den bedste række i Portugal.
Júnior er primært central angriber, men har i tiden hos Goias også spillet på højrekanten.